# Oenopota elegans
Oenopota elegans är en snäckart som först beskrevs av Moller 1842. Enligt Catalogue of Life ingår Oenopota elegans i släktet Oenopota och familjen Mangeliidae, men enligt Dyntaxa är tillhörigheten istället släktet Oenopota och familjen Turridae. Det är osäkert om arten förekommer i Sverige. Inga underarter finns listade i Catalogue of Life.